# ナレンダ・マン・シン
ナレンダ・マン・シン (नेपाली:नरेन्द्र मान सिंह)(en:Narendra Man Singh)、1958年? – 2009年11月27日）は、ネパールのカトマンズ出身のサッカー選手。ネパールのサッカー選手として初めて国外でプレーした選手である。
1971年にネパールの国内リーグ、Martyr's Memorial A-Division Leagueに所属するサンカタ・ボーイズ・スポーツ・クラブにて1971年から選手としての活動を開始した。ユースの代表にも選ばれ、1981年にカトマンズで開催された23回アジアユースフットボールではインド代表を相手に2ゴールをあげ4-2での勝利を収めた。翌年にはフル代表に選ばれ、1982年アジア競技大会のサッカー競技に出場した。
その後サンタカRCT、ロイヤル・ドラッグス、フレンズ・クラブ、ネパール・アーミー・クラブなどでプレーしたのち、インドのリーグへと移籍を果たし、ネパール初の海外プレー選手となった。マファトラル・クラブSCに所属し、後に現在のインド1部リーグであるマヒンドラ・ユナイテッドの前身であるマヒンドラ＆マヒンドラへと移籍した。8年間の間インドでプレーしたのちは1990年に再び国内リーグへと復帰し、サンカタ・ボーイズ・スポーツ・クラブにてプレーしたほか、コーチも務めた。
2009年、カトマンズ・モデル病院にて黄疸の症状が出ていることから、入院していたところ11月27日亡くなった。彼の遺体は全ネパールサッカー協会の副代表のラタジト・クリシュナ・スレスタと同CEOのインドラマン・トゥラダールにより全ネパールサッカー協会の旗にて遺体を包まれ火葬された。